# Hans-Peter Briegel
Hans-Peter Briegel (* 11. Oktober 1955 in Kaiserslautern) ist ein deutscher Fußballtrainer, -funktionär und ehemaliger Fußballspieler. Sein größter internationaler Erfolg als Spieler war der EM-Titel 1980. Außerdem wurde er 1982 und 1986 Vizeweltmeister.

## Spieler

### Leichtathlet
Briegel kam aus der Leichtathletik und war deutscher Jugendmeister im Weitsprung und Dreisprung. Er absolvierte auch zwei Zehnkämpfe, was die Presse später dazu veranlasste, ihn als „ehemaligen Zehnkämpfer“ zu bezeichnen.
Seine Weit- und Dreisprungbestleistungen erzielte Briegel als A-Jugendlicher des TV Rodenbach in den Jahren 1972 und 1973.

### Verein
Briegel begann seine fußballerische Karriere erst mit 17 Jahren und spielte zuerst für den jetzigen Landesligisten Sportverein Rodenbach 1919 e. V. Nach dem Wechsel zum 1. FC Kaiserslautern spielte er von 1975 bis 1984 in der Fußball-Bundesliga. Später war er für Hellas Verona und Sampdoria Genua tätig. Mit Hellas Verona wurde Briegel 1984/85 unter Osvaldo Bagnoli Italienischer Meister. Im selben Jahr wurde er als erster im Ausland spielender Fußballer zu Deutschlands Fußballer des Jahres gewählt. Briegel, die „Walz aus der Pfalz“, wie er wegen seiner athletischen Statur und seines ungebändigten Vorwärtsdranges oft genannt wurde, beendete 1988 seine aktive Laufbahn als Spieler mit dem Pokalsieg mit Sampdoria Genua kurz vor Einführung der Schienbeinschonerpflicht. Er war bekannt dafür, immer ohne Schienbeinschoner zu spielen.

### Nationalmannschaft
Von Oktober 1979 bis Juni 1986 machte er 72 Spiele in der deutschen Fußballnationalmannschaft. Dabei gelangen ihm vier Tore. Die Höhepunkte seiner Karriere waren der Europameistertitel 1980 und die Vizeweltmeistertitel 1982 in Spanien und 1986 in Mexiko. Vor der A-Nationalmannschaft hatte er bereits bei der DFB-Amateurnationalmannschaft von 1976 bis 1978 sechs Länderspiele bestritten.
Für den Gewinn der Europameisterschaft wurde er von Bundespräsident Karl Carstens mit dem Silbernen Lorbeerblatt ausgezeichnet.

## Trainer
Von Oktober 1989 bis zum 30. Juni 1992 war Briegel Spielertrainer beim FC Glarus, verpflichtet von damaligen Präsidenten Fritz „Ypsch“ Hösli. Seine erste reine Trainerstation war der SV Edenkoben von Juli 1992 bis Juni 1994. Danach trainierte er unter anderem die SG Wattenscheid 09 bis März 1995, Beşiktaş Istanbul zunächst von Mai 1999 bis September 1999 als Co-Trainer unter Karl-Heinz Feldkamp und von Mitte September 1999 bis Juni 2000 als Cheftrainer und Trabzonspor von November 2001 bis Juni 2002.
Vom 21. Dezember 2002 bis zu seinem Rücktritt am 9. Mai 2006 war Briegel Trainer der albanischen Nationalmannschaft, von Juli 2006 bis zum 20. Januar 2007 Trainer der bahrainischen Nationalmannschaft. Seine größten Triumphe als Trainer waren die Siege mit Albanien gegen den von Otto Rehhagel trainierten Europameister Griechenland und gegen Russland. Diese Siege brachten Briegel in Albanien einen Kultstatus ein. So wurden zahlreiche Kinder auf den Vornamen Briegel getauft. Legendär war auch sein Quartier in Tirana, das gegenüber dem Präsidentenpalast in einem Prachtbau des verstorbenen Diktators Enver Hoxha lag.
Zur Saison 2007/08 wurde er Cheftrainer des türkischen Erstligisten MKE Ankaragücü und wurde nach fünf Monaten wieder entlassen.

## Funktionär
Von Sommer 1996 bis zu seinem Rücktritt am 21. Oktober 1997 war Briegel Sportlicher Leiter des 1. FC Kaiserslautern. Am 5. November 2002 wurde er in den Aufsichtsrat des FCK gewählt. Bis zu seinem Rücktritt am 10. Dezember 2003 saß Briegel in diesem Gremium. Am 9. Juni 2022 kehrte er zum FCK erneut als Mitglied des Aufsichtsrats und zusätzlich als Mitglied des Beirats zurück.

## Erfolge
- Europameister: 1980
- Italienischer Meister: 1985
- Italienischer Pokalsieger: 1988

## Privates
- Briegels Eltern besaßen einen Kartoffelhof in Rodenbach bei Kaiserslautern, auf dem er noch bei der Ernte mithalf, als er bereits beim FCK als Profi aktiv war.[10]

- Seit dem 1. November 2009 ist Hans-Peter Briegel als Repräsentant bei Lotto Rheinland-Pfalz tätig.

- Briegel und seine Frau Petra engagieren sich seit 2008 in Zusammenarbeit mit der DFB-Stiftung Egidius Braun und dem Kindermissionswerk „Die Sternsinger“ für notleidende Menschen in Mexiko, die auf Müllhalden leben und täglich um ihr Überleben kämpfen müssen.[11]